# 나카노촌 (아이치현)
나카노촌(中野村)은 아이치현 니시카모군에 설치되었던 촌이다. 현재의 도요타시에 해당한다.